# Паутинник пурпурный
Паути́нник пурпу́рный, или пурпу́рно-кра́сный (лат. Cortinarius purpureus, ранее — Cortinarius phoeniceus) — вид грибов, входящий в род паутинник (Cortinarius) семейства паутинниковые (Cortinariaceae).

## Описание
Пластинчатый шляпконожечный гриб с паутинистым покрывалом. Шляпка взрослых грибов достигает 1—8 см в диаметре, у молодых грибов полушаровидная до конической, затем раскрывается до плоской, в центре с заметным бугорком или без него. Поверхность шелковисто-волокнистая, красно-бурая, иногда с оранжевым или кроваво-красным оттенком, по краю с заметными красными остатками покрывала. Пластинки гименофора приросшие зубцом к ножке, у молодых грибов насыщенно кроваво-красные, затем, при созревании спор, оливково-коричневые и ржаво-коричневые.
Кортина кроваво-красная.
Мякоть в шляпке розоватая, в ножке охристая или розовато-красная, с неприятным запахом, описываемым как редечный или иодоформа.
Ножка достигает 3—8 см в длину и 0,5—1,2 см в толщину, цилиндрическая или расширяющаяся книзу, с шелковисто-волокнистой охристо-жёлтой до красно-бурой поверхностью, с заметными кроваво-красными остатками кортины, нередко в виде поясков. Мицелий в основании ножки розоватый.
Споровый отпечаток ржаво-коричневого цвета. Споры 6—10×3,5—6 мкм, эллиптические, с неровной поверхностью. Хейлоцистиды булавовидные.

### Сходные виды
Наиболее близкий вид — паутинник краснопластинковый (Cortinarius semisanguineus (Fr.) Gillet, 1876), отличающийся жёлто-бурой шляпкой и отсутствием огненно-красных поясков и волокон на ножке.

## Значение
Является несъедобным грибом из-за неприятного вкуса. Некоторые родственные виды сильно ядовиты, однако содержание опасных для человека токсинов в паутиннике пурпурном не подтверждено, случаи отравления не известны.

## Экология и ареал
Широко распространён по голарктической зоне Евразии и Северной Америке. Произрастает в хвойных и лиственных лесах с середины лета по осень.

## Синонимы
- Agaricus phoeniceus Bull., 1812, nom. superfl.
- Agaricus purpureus Bull., 1792basionym
- Cortinarius phoeniceus (Bull.) Maire, 1911
- Dermocybe phoenicea (Bull.) M.M.Moser, 1974
- Dermocybe sanguinea var. vitiosa M.M.Moser, 1976